# Einzugsstelle für die Winterbeschäftigungsumlage im Garten-, Landschafts- und Sportplatzbau
Die Einzugsstelle Garten- und Landschaftsbau (EWGaLa) ist eine gemeinsame Einrichtung des Berufsstandes und seit 1974 auf Basis einer Verwaltungsvereinbarung mit der Bundesagentur für Arbeit beauftragt, von allen Betrieben und selbständigen Betriebsabteilungen des Garten-, Landschafts- und Sportplatzbaues (GaLaBau), die überwiegend bauliche Tätigkeiten ausführen, die Winterbeschäftigungsumlage einzuziehen und an die Bundesagentur für Arbeit abzuführen. Im Jahr 2008 unterlagen durchschnittlich rund 9400 Betriebe der Verpflichtung zur Abführung der Winterbeschäftigungsumlage.
Ein weiterer Aufgabenschwerpunkt der EWGaLa ist der Einzug der Ausbildungsumlage im Auftrag des Ausbildungsförderwerkes Garten-, Landschafts- und Sportplatzbau e. V. (AuGaLa) auf Basis der Allgemeinverbindlichkeitserklärung der Tarifverträge „Berufsbildung Ost und West“ durch den Bundesminister für Arbeit und Sozialordnung. Im Jahr 2008 waren durchschnittlich rund 14.400 Betriebe zur Abführung der Ausbildungsumlage erfasst. Neben dem Einzug der Ausbildungsumlage und der damit verbundenen Kontenführung einschließlich Inkasso und Mahnwesen unterstützt die EWGaLa das AuGaLa im operativen Tagesgeschäft sowie bei der Abwicklung der Erstattungszahlungen an die Ausbildungsbetriebe.
Neu hinzugekommen ist die Betätigung der EWGaLa als Treuhänder. Seit 1. April 2007 können in den Betrieben des Garten-, Landschafts- und Sportplatzbaues Jahresarbeitszeitvereinbarungen gemäß „§ 4a BRTV gewerblich“ abgeschlossen werden, die zwingend den Abschluss eines Insolvenzschutzes für die zu führenden Arbeitszeitkonten vorsehen. Für die Betriebe, die diese Form der Jahresarbeitszeit gewählt haben, nimmt die EWGaLa – als von den Tarifvertragsparteien Bundesverband Garten-, Landschafts- und Sportplatzbau und Industriegewerkschaft Bauen Agrar Umwelt anerkannte Institution – die notwendigen Kontrollfunktionen war. Dies geschieht über eine mit der EWGaLa geschlossene Treuhandvereinbarung. Damit wird die EWGaLa in eine Vertrauensstellung gebracht und beauftragt, die Originalbürgschaftsurkunden zu verwalten und für den Fall der Insolvenz eines Betriebes den Arbeitnehmern mit Guthabenstunden zur Seite zu stehen und deren berechtigte Ansprüche durchzusetzen.